# Kartini

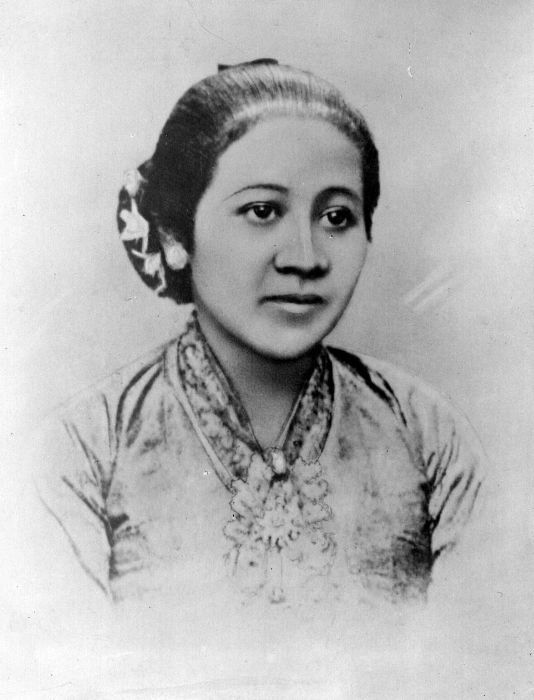
Portret przedstawiający Kartini

Raden Ajeng Kartini (ur. 1879, zm. 1904) – indonezyjska działaczka na rzecz kształcenia kobiet.
Pochodziła z jawajskiej rodziny arystokratycznej, otrzymała zachodnie wykształcenie. Podkreślała konieczność edukacji kobiet, występowała przeciwko poligamii i dziecięcym małżeństwom. Zmarła przy porodzie. Opublikowano, pod tytułem Z ciemności w jasność, zbiór listów jej autorstwa. Książka ta przyczyniła się do popularyzacji poglądów Kartini. Powstały również, z inicjatywy jej zwolenników, szkoły dla kobiet, zwane szkołami Kartini.
Uznawana za jeden z symboli indonezyjskiego nacjonalizmu, zajmuje również istotną pozycję w historii indonezyjskiego feminizmu.
Pośmiertnie, w 1964, została uhonorowana tytułem Bohatera Narodowego Indonezji.